# 10 kilometer snelwandelen
De 10 kilometer snelwandelen is een snelwandelonderdeel dat van 1987 tot 1997 het officiële nummer was bij de vrouwen op grote internationale toernooien. Daarna werd het nummer vervangen door het 20 km snelwandelen. De afstand wordt ook als juniorenwedstrijd vaak gelopen, zoals bij de wereldbeker snelwandelen. Door de wat kortere afstand wordt dit nummer vaak georganiseerd voor iets minder getalenteerde snelwandelaars.
De afstand wordt op de weg gelopen. Er worden ook baanwedstrijden over 10 kilometer gehouden, maar die worden meestal aangegeven met 10.000 meter snelwandelen. Het parcours van een wedstrijd bestaat uit een ronde van tussen de 2 en 2,5 kilometer. Als, zoals bij kampioenschappen, start en finish op een atletiekbaan zijn, dan moet het parcours zo dicht mogelijk bij het stadion liggen.
1912: George Goulding ·
1920: Ugo Frigerio ·
1924: Ugo Frigerio ·
1948: John Mikaelsson ·
1952: John Mikaelsson
1992: Chen Yueling ·
1996: Jelena Nikolajeva
1987 Irina Strakhova ·
1991 Alina Ivanova ·
1993 Sari Essayah ·
1995 Irina Stankina · 
1997 Annarita Sidoti